# Commission électorale nationale autonome (Sénégal)
La Commission électorale nationale autonome (CENA) est un organe administratif sénégalais chargé d'organiser et de superviser les élections au Sénégal.
La CENA est l'héritière de l’Observatoire national des élections (ONEL), créé en 1997.

## Histoire
La CENA a été créée en 2005 par la loi n° 2005-07 du 11 mai 2005. Un organisme du même nom existait déjà au Bénin.
De 2005 à 2009, la fonction est occupée par Mamadou Moustapha Touré, un magistrat à la retraite. Celui-ci démissionne le 26 novembre 2009, à la suite d'un différend avec le président de la République, Abdoulaye Wade. En décembre 2009, il est remplacé par Doudou Ndir, ancien médiateur de la République, âgé de 60 ans.
En octobre 2023 et en prévision de l'élection présidentielle de 2024, la CENA demande à la direction générale des élections (DGE), dépendant du ministère de l'Intérieur, de réintégrer Ousmane Sonko sur la liste électorale et de lui fournir les documents pour candidater à l'élection mais celle-ci refuse. Sonko, un des principaux opposants au pouvoir en place, a été privé de ses droits sur décision de l'exécutif mais la justice a décidé de lui redonner ces droits.
Peu après cette demande de la CENA, le président Macky Sall remplace les douze membres de la commission (dont le mandat avait expiré depuis plus de deux ans),. Sall nomme Abdoulaye Sylla à la présidence et Ndary Toure comme vice-président, tous deux hauts fonctionnaires à la retraite. Il nomme aussi deux membres de son parti, l'Alliance pour la République. Ce changement intégral de la composition de la commission peu avant l'élection présidentielle et le choix de membres du parti présidentiel pour faire partie de la CENA est contesté par plusieurs organisations de la société civile. La nouvelle équipe de la CENA entre en fonction le 13 novembre 2023.

## Missions
Le CENA contrôle et supervise l'ensemble des opérations électorales et référendaires. Elle veille, en particulier, à leur bonne organisation matérielle et y apporte les correctifs nécessaires à tout dysfonctionnement constaté.
Elle fait respecter la loi électorale de manière à assurer la régularité, la transparence, la sincérité des scrutins en garantissant aux électeurs, ainsi qu'aux candidats en présence, le libre exercice de leurs droits.

## Fonctionnement
C'est une structure permanente, dotée de la personnalité juridique et de l'autonomie financière. Son siège se trouve à l'intérieur du palais présidentiel Dakar.
Le président de la CENA est désigné pour six ans.